# ハイルブロン郡
ハイルブロン郡 (ドイツ語: Landkreis Heilbronn, アレマン語: Landchrais Hailbrunn) は、ドイツ連邦共和国バーデン＝ヴュルテンベルク州の郡。シュトゥットガルト行政管区ハイルブロン＝フランケン地域連合に属す。郡域は、その中央に位置する郡庁所在地ではあるが郡に所属しない郡独立市のハイルブロンを取り巻くリング状に広がる。ハイルブロン郡は、西はカールスルーエ郡およびライン＝ネッカー郡、北はネッカー＝オーデンヴァルト郡、東はホーエンローエ郡およびシュヴェービッシュ・ハル郡、南はルートヴィヒスブルク郡およびレムス＝ムル郡と境を接している。

## 地理

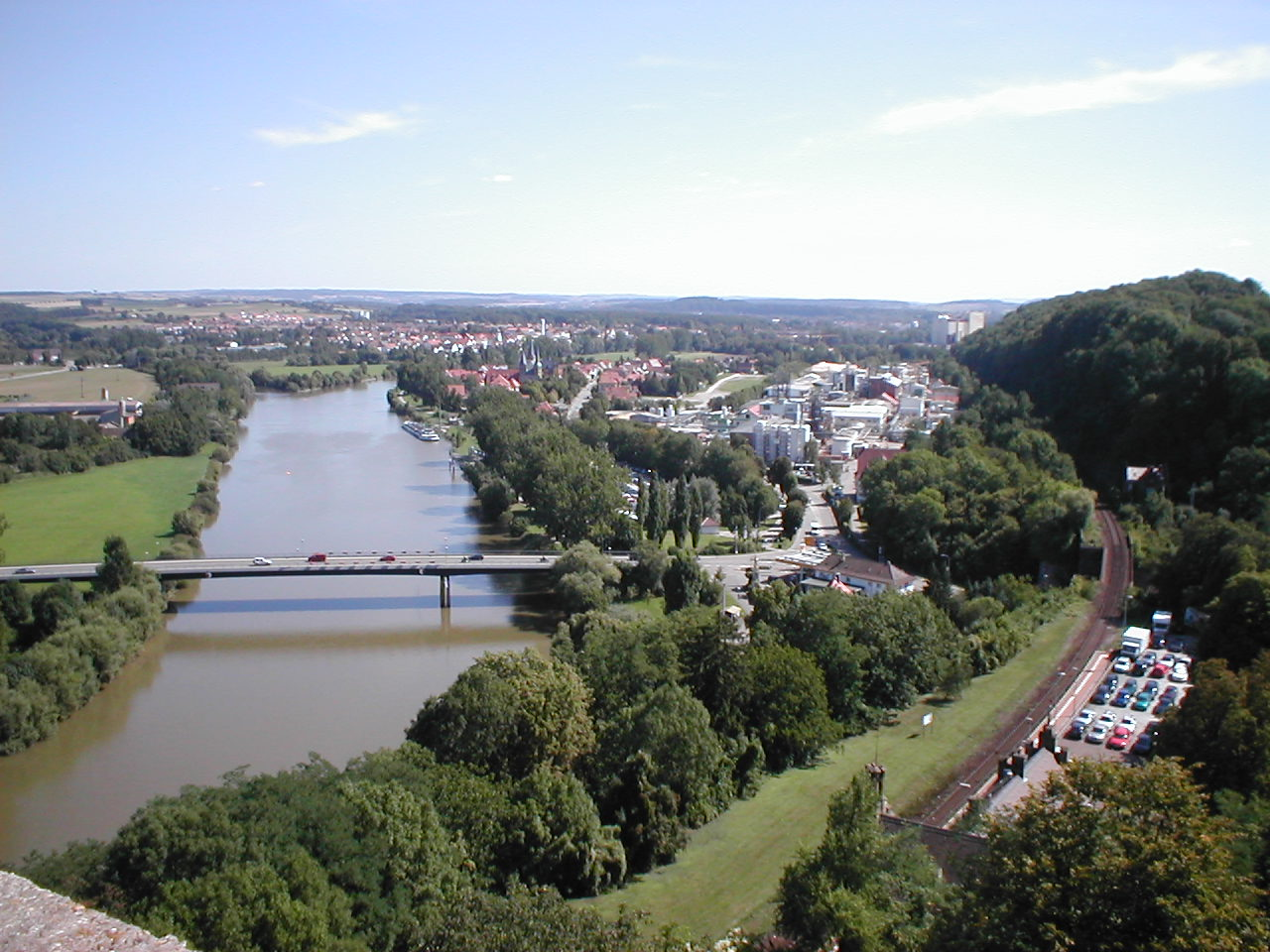
郡中央部バート・ヴィンプフェン付近を流れるネッカー川

ハイルブロン郡の南部からネッカー川が流れ込み緩やかな弧を描いて北西へと流れ、郡域をほぼ同じ広さに二分している。オーデンヴァルトとクライヒガウに囲まれたネッカー盆地が郡域面積の約1/3を占める。その中央に、ハイルブロンとネッカーズルムが位置する。コイパーのローム質の砂と黄土からなる茶色い土壌は豊かな実りをもたらす。郡内の最も低い地点は狭い渓谷内に位置する標高139mのグンデルスハイムである。それ以外は丘陵が地勢の大部分を占める。郡の西部は、広い高原と原野のクライヒガウに属し、その東部はホーエンローエ平野へ延びるレーヴェンシュタイナー山地となる。シュトロムベルク山やホイヒェルベルク山付近あるいはネッカー川やその支流の渓谷の「ツァーバーゴイ」と呼ばれる地域の穏やかな気候は、ワイン（ブドウ）造りに適している。標高564mの郡内最高地点は、南東部マインハルトの森に位置するヴュステンロートにある。東部のコッハー川とヤクスト川の間は、比較的深く切れ込んだ渓谷に平地は乏しく、小さいがしかし豊かな農地が営まれている。この他の川には、ボットヴァール川、ブレッタハ川、ライン川、エルゼンツ川、ツァーバー川、ゼッカハ川、ズルム川、ショツァハ川がある。

## 歴史

### オーバーアムトから郡へ
ハイルブロン郡は、1803年に帝国自由都市ハイルブロンが新しくできたヴュルテンベルク王国へ移管された後に創設された旧オーバーアムト・ハイルブロンに由来する。1926年に廃止されたオーバーアムト・ヴァインスベルクの半分を超える市町村が、オーバーアムト・ハイルブロンに編入された。1934年1月29日にオーバーアムト・ハイルブロンはハイルブロン郡（この時はKreis Heilbronn。1938年11月28日からLandkreis Heilbronn。）となった。1938年10月1日に廃止されたネッカーズルム、ブラッケンハイム、マールバッハ、ベジヒハイムの各オーバーアムトに属した市町村を併せて拡大した。同時に郡独立市ハイルブロンが創設された。ハイルブロン市はこの郡には所属しないことになったが、郡の行政機関はハイルブロンに引き続き置かれることとなった。
1939年当時、ハイルブロン郡は、郡域面積 85,000ha、約3万戸で、人口は105,000人であった。
1973年1月1日の郡の再編により、ジンスハイム郡の19村、モスバッハ郡の4村、ブーヒェン郡の3村、シュヴェービッシュ・ハル郡の1村が編入され、1975年までに5村が郡を離れてハイルブロン市に編入された。バーデン＝ヴュルテンベルク州の市町村再編を経て、現在は46市町村が属す。このうち市は17、さらにこのうちの3市（バート・ラッペナウ、エッピンゲン、ネッカーズルム）が大規模郡都市である。最大の市はネッカーズルム、最小の村は北東部のロイクハイムである。

### 人口推移
1973年の郡の再編以後の人口推移を以下に示す。人口は、国勢調査(¹)、あるいはバーデン＝ヴュルテンベルク州の統計局の資料に基づく、この地域の人口推移は以下の通り。
| 年              | 人口（人） |
| --------------- | ---------- |
| 1973年12月31日  | 236,300    |
| 1975年12月31日  | 232,151    |
| 1980年12月31日  | 244,633    |
| 1985年12月31日  | 250,146    |
| 1987年5月27日 ¹ | 252,458    |

| 年             | 人口（人） |
| -------------- | ---------- |
| 1990年12月31日 | 272,357    |
| 1995年12月31日 | 303,513    |
| 2000年12月31日 | 320,955    |
| 2005年12月31日 | 329,503    |
| 2010年12月31日 | 328,364    |
| 2015年12月31日 | 334,388    |

## 行政
郡の行政は、郡議会と郡長により運営されている。

### 郡議会
郡議会は、5年ごとに郡内の選挙によって選出される。2019年の選挙結果は以下の通り。
| 政党      | 得票率 (%) | 議席数 |
| --------- | ---------- | ------ |
| CDU       | 25.3       | 19     |
| GRÜNE     | 14.8       | 11     |
| SPD       | 15.3       | 12     |
| FDP       | 6.7        | 5      |
| AfD       | 7.8        | 6      |
| DIE LINKE | 2.9        | 2      |
| ÖDP       | 3.7        | 3      |
| WV        | 23.6       | 18     |

これに議長を務める郡長が加わる。

### 郡長
郡議会は、任期8年の郡長を選出する。郡長は、法律上、郡の代表者であり責任者であるとともに郡議会および委員会の議長をも務める。郡長は、郡議会および郡の官僚を指導する。
郡庁および郡職員を司る。その職責は、郡議会を準備し議員を招集すること、および決議事項を執行することである。郡長は、特に必要であるとの議決が成されない限りは、専門委員会での投票権を持たない。
オーバーアムトから郡になった1934年以降の郡長を以下に列記する。
- 1933年 - 1939年: ヴァルター・フックス
- 1939年 - 1945年: エルンスト・ホイバッハ
- 1945年: エミル・ボイティンガー
- 1945年 - 1948年: ヘルマン・ジーラー
- 1948年 - 1966年: エドゥアルト・ヒルシュ
- 1966年 - 1989年: オットー・ヴィトマイアー
- 1989年 - 2005年: クラウス・チェルヌスカ
- 2005年9月26日 - : デトレフ・ピーペンブルク

### 紋章
ハイルブロン郡の紋章の図柄は、赤地に銀の鷲。この紋章は、1955年6月20日に作成され、郡の再編が行われて以後の1973年9月3日に改めて採用となった。
鷲は、ヴュルテンベルク王国以前に、この郡域を治めたラウフェン伯の紋章を象徴したものである。

## 経済と社会資本

### 交通

#### 道路
郡域内に、連邦アウトバーンA6号マンハイム - ニュルンベルク線とA81号シュトゥットガルト - ヴュルツブルク線が交差する『ヴァインスベルク・ジャンクション』が存在する。この他、多くの連邦道、州道、郡道が郡内を走っている。

#### 鉄道
ヴュルテンベルク国営鉄道は、1848年にネッカー渓谷を経由してシュトゥットガルトからハイルブロンを結ぶ初めての鉄道（ノルトバーン、北路線）を敷設した。1862年にシュヴェービッシュ・ハルまでコッハー鉄道が接続するようになった。1866年に北路線はネッカー渓谷沿いに、フリードリヒスハル＝ヤクストフェルトまで延長された。1869年にはここからヤクスト渓谷沿いにメックミュールまでの鉄道が建設され、さらに、バーデン・オーデンヴァルト鉄道のハイデルベルク - ヴュルツブルク線が通るオスターブルケン方面へ延長されていった。
バーデン国営鉄道は、フリードリヒスハル＝ヤクストフェルト駅をハイデルベルクへの接続路線の出発駅と位置づけ、1868年から69年にジンスハイムを経由し、メッケスハイムへ向かうエルゼンツタール鉄道を設けた。メッケスハイムは、バーデン・オーデンヴァルト鉄道との乗り継ぎ駅でもあった。1879年にはネッカータール鉄道を川筋に沿ってエーバーバッハまで延長した。
1878年から1880年には、ハイルブロン - カールスルーエ間のクライヒガウ鉄道が設けられた。この路線は、国営鉄道とカールスルーエ市が区間を割り振って建設した。この路線のエッピンゲンからシュタインスフルトへ接続する分岐線も1900年に敷設された。
ヴュルテンベルク国営鉄道は、軌道幅750mmの狭軌路線のローカル線を2本建設した。
- ボットヴァール鉄道: マールバッハ・アム・ネッカー発。1894年にバイルシュタインまで、1899年にイルスフェルトまで、1900年に幹線に接続するハイルブロン南駅までと順次開通した。標準軌の路線は1901年から貨物運行に限って設けられた。
- ツァーバーゴイ鉄道: ラウフェン・アム・ネッカー発。1896年にギューグリンゲン、1901年にレオンブロン（ツァーバーフェルト）まで開通した。

さらに郡内第3の狭軌路線としてメックミュールからデルツバッハまでのヤクストタール鉄道が、1900年から1901年にVering & Waechter社によって設けられた。
一方、コッハー川の下流域には、ヴュルテンベルク鉄道会社により標準軌の支線ウンテーレ・コッハータール鉄道が、フリードリヒスハル＝ヤクストフェルトから1907年にノイエンシュタットまで、1913年にはさらにオールンベルク（エーリンゲン）まで開通した。
バーデン・ローカル鉄道株式会社の2つの路線が、ハイルブロン郡をわずかにかすめて設けられた。
- 1900年に開通したカッツバッハ鉄道: オーデンハイム（エストリンゲン）＝ヒルスバッハ（ジンスハイム）間で、現在のエッピンゲンのエルゼンツ地区を通っている。
- 1902年に開通したネッカービショフスハイム北 - ヒュッフェンハルト間で、ジーゲルスバッハを通っている。

こうしてかなり密な鉄道網が整備され、最大時の総延長は235kmに及んだ。多くの支線が廃線となった後、残った旅客運行路線は143kmである。旅客運行が廃止された路線は以下の通り。
- 1951年: ヤクストタール鉄道 メックミュール - ヤクストハウゼン（ - デルツバッハ）: 16km: 1967年から1979年まで通学列車に限り再開された。
- 1960年: カッツバッハ鉄道 （オーデンハイム - ）エルゼンツ （ - ヒルスバッハ）: 3km
- 1966年: ボットヴァールタール鉄道 （マールバッハ - ）バイルシュタイン - ハイルブロン南: 21km
- 1986年: ツァーバーゴイ鉄道 ラウフェン - ギューグリンゲン - レオンブロン: 20km: 2011年までにツァーバーフェルトまでの市電として再開予定。
- 1993年: ウンテーレ・コッハータール鉄道 バート・フリードリヒスハル＝ヤクストフェルト - コッハーシュタインフェルト （ - オールンベルク）: 19km
- 2009年: クレプスバッハタール鉄道 （ネッカービショフスハイム北 - ）オーバーギンペルン - ジーゲルスバッハ （- ヒュッフェンハルト）: 7km

アルプタール交通会社のトラムトレインS4路線は、クライヒガウ鉄道路線およびホーエンローエ鉄道の一部を利用して、アヒェルンからカールスルーエ、エッピンゲン、ハイルブロンを経由してエーリンゲンまでを走っている。

## 市町村
| 市 - バート・フリードリヒスハル (Bad Friedrichshall 19,964) - バート・ラッペナウ (Bad Rappenau 22,586) - バート・ヴィンプフェン (Bad Wimpfen 7,575) - バイルシュタイン (Beilstein 6,422) - ブラッケンハイム (Brackenheim 16,795) - エッピンゲン (Eppingen 22,252) - ギューグリンゲン (Güglingen 6,391) - グンデルスハイム (Gundelsheim 7,550) - ラウフェン・アム・ネッカー (Lauffen am Neckar 11,863) - レーヴェンシュタイン (Löwenstein 3,436) - メックミュール (Möckmühl 8,713) - ネッカーズルム (Neckarsulm 26,523) - ノイデナウ (Neudenau 5,668) - ノイエンシュタット・アム・コッハー (Neuenstadt am Kocher 10,350) - シュヴァイゲルン (Schwaigern 11,726) - ヴァインスベルク (Weinsberg 13,468) - ヴィッデルン (Widdern 1,836) 町村 - アプシュタット (Abstatt 5,058) - クレーブロン (Cleebronn 3,255) - エーバーシュタット (Eberstadt 3,231) - エルホーフェン (Ellhofen 3,982) - エルレンバッハ (Erlenbach 5,209) - フライン (Flein 7,398) - ゲンミンゲン (Gemmingen 5,542) - ハルトハウゼン・アム・コッハー (Hardthausen am Kocher 4,561) - イルスフェルト (Ilsfeld 9,851) - イットリンゲン (Ittlingen 2,641) - ヤクストハウゼン (Jagsthausen 2,088) - キルヒャルト (Kirchardt 6,068) - ランゲンブレッタハ (Langenbrettach 3,888) - レーレンシュタインスフェルト (Lehrensteinsfeld 2,755) - ラインガルテン (Leingarten 11,772) - マッセンバッハハウゼン (Massenbachhausen 3,794) - ネッカーヴェストハイム (Neckarwestheim 4,196) - ノルトハイム (Nordheim 8,446) - オーバーズルム (Obersulm 13,876) - エートハイム (Oedheim 6,652) - オッフェナウ (Offenau 2,918) - プファッフェンホーフェン (Pfaffenhofen 2,569) - ロイクハイム (Roigheim 1,507) - ジーゲルスバッハ (Siegelsbach 1,703) - タールハイム (Talheim 5,101) - ウンターアイゼスハイム (Untereisesheim 4,439) - ウンターグルッペンバッハ (Untergruppenbach 8,697) - ヴュステンロート (Wüstenrot 6,796) - ツァーバーフェルト (Zaberfeld 4,248) | 行政共同体 - バート・フリードリヒスハル行政共同体: バート・フリードリヒスハル、エートハイム、オッフェナウ - バート・ラッペナウ行政共同体: バート・ラッペナウ、キルヒャルト、ジーゲルスバッハ - ブラッケンハイム行政共同体: ブラッケンハイム、クレーブロン - エッピンゲン行政共同体: エッピンゲン、ゲミンゲン、イットリンゲン - フライン＝タールハイム自治体行政連合: フライン（本部所在地）、タールハイム - ラウフェン・アム・ネッカー行政共同体: ラウフェン・アム・ネッカー、ネッカーヴェストハイムとノルトハイム - メックミュール行政共同体: メックミュール、ヤクストハウゼン、ロイクハイム、ヴィッデルン - ネッカーズルム行政共同体: ネッカーズルム、エルレンバッハとウンターアイゼスハイム - ノイエンシュタット・アム・コッハー行政共同体: ノイエンシュタット・アム・コッハー、ハルトハウゼン・アム・コッハーとランゲンブレッタハ - オベーレス・ツァーバーゴイ自治体行政連合: ギューグリンゲン（本部所在地）、プファッフェンホーフェン、ツァーバーフェルト - オーバーズルム行政共同体: オーバーズルム、レーヴェンシュタイン - ショツァハ＝ボットヴァールタール自治体行政連合: アプシュタット、イルスフェルト（本部所在地）、ウンターグルッペンバッハ、バイルシュタイン - シュヴァイゲルン行政共同体:シュヴァイゲルン、マッセンバッハハウゼン - ラウム・ヴァインスベルク自治体行政連合: ヴァインスベルク（本部所在地）、エーバーシュタット、エルホーフェン、レーレンシュタインスフェルト |

（かっこ内の単位のない数値は、2023年12月31日現在の人口である。）

## 引用
1. 1 2  Statistisches Landesamt Baden-Württemberg – Bevölkerung nach Nationalität und Geschlecht am 31. Dezember 2023 (CSV-Datei)
2. ↑  “Ergebnis der Kreistagswahlen 2019 mit Vergleichsangaben von 2014 - Landkreis Heilbronn”. 2021--05-22閲覧。 エラー: 閲覧日が正しく記入されていません。（説明）

## 文献
- Das Land Baden-Württemberg – Amtliche Beschreibung nach Kreisen und Gemeinden (in acht Bänden); Hrsg. von der Landesarchivdirektion Baden-Württemberg; Band IV: Regierungsbezirk Stuttgart – Regionalverbände Franken und Ostwürttemberg, Stuttgart 1980, ISBN 3-17-005708-1
- Julius Fekete: Kunst- und Kulturdenkmale im Stadt- und Landkreis Heilbronn. Konrad Theiss Verlag, Stuttgart 2002, ISBN 3-8062-1662-2

これらの文献は、ドイツ語版の参考文献として挙げられていたものであり、日本語版作成に際し直接参照してはおりません。）